# 大南寔錄正編
《大南寔錄正編》（越南语：／），作者嘉定惟明氏，主要描寫了阮福映推翻西山朝，統一越南，成功復國這一歷史事件。
《大南寔錄正編》共三卷，正文前有法國嘉定帥府參辦蘆嘉陵所作序文。正文記述了景興戊戌年（1778年）至嘉隆元年（1802年）二十五年間，阮福映以嘉定（今胡志明市）為根據地，逐漸擴大勢力，最終推翻西山朝統治，統一越南，實現中興復國的歷史事件。

## 外部連結
- 《大南寔錄正編》 （页面存档备份，存于）